# Odezia pyrenaica
Odezia pyrenaica là một loài bướm đêm trong họ Geometridae.